# Дзокусудзі
Дзокусудзі (яп. 俗筋) — грубий хід у го.

За білих «А» — дзокусудзі, «Б» — тесудзі.
Хоча «А» досягає мети — полоння двох чорних каменів, хід «Б» водночас нападає на ще один камінь. Якщо чорні захистять його, то білі зберігають сенте

Іноді дзокусудзі бувають правильними ходами, але здебільшого вони є антисудзі, тобто протилежністю до правильної лінії гри.